# Nyctalus lasiopterus
La nottola gigante o nottola maggiore (Nyctalus lasiopterus  Schreber, 1780) è un pipistrello della famiglia dei Vespertilionidi diffuso nell'Ecozona paleartica.

## Descrizione

### Dimensioni
Pipistrello di medie dimensioni, con la lunghezza della testa e del corpo tra 84 e 104 mm, la lunghezza dell'avambraccio tra 61 e 70 mm, la lunghezza della coda tra 52 e 74 mm, la lunghezza del piede tra 13 e 16 mm, la lunghezza delle orecchie tra 18 e 26 mm e un peso fino a 74 g. È il più grande microchirottero europeo.

### Aspetto
La pelliccia è lunga, densa, più lucida in primavera e si estende ventralmente fino all'altezza dei gomiti e delle ginocchia. Le parti dorsali sono bruno-rossastre, mentre le parti ventrali sono più chiare. Nei maschi i peli sul collo sono più lunghi. Il muso è largo, con due masse ghiandolari sui lati. Le orecchie sono corte, larghe, triangolari, ben separate tra loro e con l'estremità arrotondata. Il margine posteriore ha 4 pieghe. Il trago è corto ed arrotondato. Le membrane alari sono marroni scure e attaccate posteriormente sui metatarsi. La punta della coda si estende leggermente oltre l'ampio uropatagio, il quale è ricoperto di peli alla base. Il calcar è lungo e con un lobo terminale ampio e fornito di una struttura di supporto a T. Il cariotipo è 2n=42 FNa=50.

### Ecolocazione
Emette ultrasuoni a basso ciclo di lavoro sotto forma di impulsi di lunga durata a frequenza modulata iniziale di 25,1 kHz, finale di 17,6 kHz e massima energia a 18,8 kHz. In prossimità del terreno utilizza differenti segnali consecutivi a frequenze alternate e con almeno due armoniche.

## Biologia

### Comportamento
Si rifugia nelle cavità degli alberi, in particolare quelli maturi, sotto le fronde secche di palme come la palma della California, nelle bat boxes, soffitte di case e fessure rocciose dove forma colonie spesso insieme ad altri pipistrelli come la nottola comune e meno frequentemente con la nottola minore, il pipistrello nano e il pipistrello di Nathusius. In primavera forma vivai fino a 66 femmine adulte, mentre i maschi tendono a vivere separati in piccoli gruppi. Entra in ibernazione da dicembre a febbraio. Il volo è lento ed irregolare, può prenderlo anche da terra sebbene con grossa difficoltà e si lancia nel vuoto dai siti di riposo per guadagnare velocità. L'attività predatoria può avvenire anche fino a 30 km dai ricoveri. Effettua migrazioni in autunno dall'Europa orientale verso la parte sud-orientale del suo areale.

### Alimentazione
Si nutre di insetti, particolarmente coleotteri e falene catturati in volo sopra spazi aperti vicino al suolo o sopra la volta dei boschi e lungo le strade. Può catturare anche piccoli uccelli come il pettirosso e il lui verde, durante la loro migrazione notturna in autunno e primavera, che vengono predati e divorati in volo, similmente alle altre prede che fanno parte della sua dieta

### Riproduzione
Danno alla luce uno o due piccoli alla volta alla fine di giugno, i quali vengono allattati fino ai primi di agosto. Sono in grado di volare già dopo 40 giorni di vita. Le femmine raggiungono la maturità sessuale già al primo anno di vita.

## Distribuzione e habitat
Questa specie è diffusa in maniera frammentata nell'Ecozona paleartica, dalla Penisola iberica, Francia centro-meridionale, Svizzera occidentale, Croazia, Bosnia ed Erzegovina settentrionale, Repubblica Ceca orientale, Slovacchia, Ungheria, Polonia orientale, Bielorussia, Ucraina, Romania, Bulgaria, Grecia settentrionale, Anatolia centro-occidentale e nord-orientale, Russia sud-occidentale e Caucaso fino all'Uzbekistan occidentale, Iran settentrionale, Kazakistan occidentale, nel Marocco settentrionale e nella Libia nord-orientale. In Italia è stata segnalata con certezza in Emilia-Romagna, Toscana, Veneto, Friuli-Venezia Giulia, Calabria e Sicilia.
Vive nei boschi misti e di latifoglie fino a 2.000 metri di altitudine.

## Conservazione
La IUCN Red List, considerato l'areale frammentato e la perdita di rifugi preferiti a causa della deforestazione, classifica N.lasiopterus come specie vulnerabile (VU).